# Seven Days in the Sun (album Askil Holm)
Seven Days in the Sun è un album del cantante norvegese Askil Holm, pubblicato nel 2001. È stato riedito in Giappone nel 2003.

## Tracce
1. Seven Days in the Sun – 2:59
2. Moonlanding – 3:08
3. Anymore – 3:49
4. Wonderland – 3:27
5. In That Play – 2:51
6. Trampoline – 3:08
7. The Soundtrack in His Eyes – 8:55
8. Safe Embrace – 3:02
9. Sleep on Air – 5:10
10. By Doorway – 3:51
11. The Boy with the Boomerang – 4:45
12. Cortez the Killer – 4:25